# 大內庄
大內庄，為1920年~1945年間存在之行政區，轄屬台南州曾文郡。今台南市大內區。

## 街庄原名
原屬
- 善化里東堡之內庄、頭社庄、鳴頭庄、蒙正庄
- 楠梓仙溪西里之二重溪庄
  - 內庄改稱大內[1]

## 行政區劃
大內庄轄域內分為大內、頭社、鳴頭、蒙正、二重溪五個大字。